# Kljova
Kljovama nazivamo vrlo izražene zube koji nemaju korijen i neprekidno rastu iz gornje vilice nekih sisavaca, i strše izvan čeljusti. Pri tome se može raditi o očnjacima isto kao o sjekutićima. Ne postoji čvrsta definicija kljova.
Kljove se mogu naći kod raznih grupa životinja. Tako su kljove kod slonova i kod njihovih izumrlih srodnika (između ostalih mamuti i mastodonti) ekstremno izduženi i okrenuti prema naprijed sjekutići gornje čeljusti (kod mastodonta i iz donje vilice). Najduža kljova jednog slona imala je 351 cm. I dugačka kljova narvala je preoblikovani sjekutić. Nasuprot tome, morževe kljove su se razvile od očnjaka u gornjoj vilici. Pogledati i bjelokost